# Mine de Darkov
 (mars 2025).
La mine de Darkov est une mine souterraine de charbon située en République tchèque.